# Sverre Lunde Pedersen
Sverre Lunde Pedersen (ur. 17 lipca 1992 w Bergen) – norweski łyżwiarz szybki, brązowy medalista olimpijski, wielokrotny medalista mistrzostw świata seniorów i juniorów.

## Kariera
Pierwszy sukces w karierze Sverre Lunde Pedersen osiągnął w 2010 roku, kiedy wspólnie z kolegami z reprezentacji zwyciężył w biegu drużynowym podczas mistrzostw świata juniorów w Moskwie. Na rozgrywanych rok później mistrzostwach świata juniorów w Seinäjoki wygrał w wieloboju i biegach na 1500 i 5000 m, a w biegu drużynowym był drugi. Podobny wynik osiągnął na mistrzostwach świata juniorów w Obihiro w 2012 roku, gdzie we wszystkich tych konkurencjach zdobywał złoto. W 2013 roku wystąpił na wielobojowych mistrzostw świata w Hamar zajmując czwarte miejsce. Walkę o medal przegrał tam z Bartem Swingsem z Belgii. Czwarty był także na mistrzostwach Europy w Heerenveen w tym samym roku oraz rozgrywanych rok później wielobojowych mistrzostwach świata w Heerenveen. W 2014 roku brał także udział w igrzyskach olimpijskich w Soczi, zajmując piąte miejsce na dystansie 5000 m i w biegu drużynowym oraz ósme w biegu na 1500 m. Pierwszy medal wśród seniorów wywalczył podczas wielobojowych mistrzostw świata w Calgary w 2015 roku, gdzie zajął trzecie miejsce. W zawodach tych wyprzedzili go tylko Holender Sven Kramer oraz Rosjanin Dienis Juskow. Rok później, na mistrzostwach świata w Berlinie, był drugi. W 2016 roku zdobył też srebrny medal w biegu drużynowym oraz brązowy na 5000 m podczas dystansowych mistrzostw świata w Kołomnie. Kolejny medal wywalczył na dystansowych mistrzostwach świata w Gangneung w 2017 roku. W roku 2018 zdobył brązowy medal olimpijski na dystansie 5000 m.
Wielokrotnie startował w indywidualnych zawodach Pucharu Świata, przy czym dwukrotne stawał na podium: 18 listopada 2012 roku w Heerenveen był trzeci na 1500 m, a 7 marca 2014 roku w Inzell był drugi na 5000 m. Najlepsze wyniki osiągnął w sezonie 2014/2015, kiedy był drugi w klasyfikacji 5000/10 000 m i 1500 m oraz trzeci w klasyfikacji generalnej. Ponadto w sezonie 2015/2016 był trzeci w klasyfikacji 5000/10 000 m.
Jego ojciec, Jarle Pedersen oraz brat, Eirik Lunde Pedersen również uprawiali łyżwiarstwo szybkie.